# Ferme de Hombroux
La ferme de Hombroux appelée aussi château ou château-ferme de Hombroux  est un immeuble classé situé dans la section d'Alleur faisant partie de la commune d'Ans en Belgique (province de Liège). 

## Localisation
L'ancienne ferme se situe en retrait de la voirie, au no 47 de la rue de l'Abbaye, dans la localité d'Alleur et à environ 500 mètres à vol d'oiseau au nord de l'autoroute E42. Hombroux était un ancien hameau d'Alleur, devenu un quartier.

## Historique
Possession au Moyen Âge des princes-évêques de Liège puis du chapitre de la cathédrale Saint-Lambert de Liège et enfin de l’abbaye du Val-Benoît à partir du XIVe siècle jusqu’à la fin de l’Ancien Régime, le bâtiment actuel est érigé en 1730 comme l'atteste la clé de voûte du portail d'entrée gravée aux armoiries d'Anne Jamar de Montfort, l'abbesse du Val-Benoît. L'aile nord-ouest est agrémentée d'une annexe datée de 1903. La ferme est  aujourd’hui est convertie en habitations et en espaces bureaux.

## Architecture
Les ailes de plus de 50 mètres de côté de cette imposante ferme en carré sont construites principalement en brique ainsi qu'en moellons de pierre calcaire pour le soubassement et les encadrements des baies et du portail d'entrée. La toiture est recouverte d'ardoises. La façade principale située au sud-est comporte le portail d'entrée cintré et haut de deux niveaux. En plus des armoiries de l'abbesse Anne Jamar de Montfort, le portail comprend à l'étage une niche en tuffeau encadrée par deux meurtrières. La grande cour intérieure de forme carrée a une superficie d'environ 900 m2. Aux angles est et ouest du bâtiment, se dressent deux tours de base carrée percées sur chaque face par trois niveaux de meurtrières et surmontées d'une toiture d'ardoises à quatre pans et deux niveaux.

## Classement
La ferme de Hombroux et l'ensemble formé par la ferme et les terrains qui l'entourent sont classés depuis le 19 juin 1978 et repris sur la liste du patrimoine immobilier classé d'Ans. Deux classements complémentaires interviennent en 1986 et 1991. Le site est une propriété privée qui n’est pas accessible à la visite.